# Lysilinga occipitalis
Lysilinga occipitalis är en tvåvingeart som först beskrevs av Adams 1904.  Lysilinga occipitalis ingår i släktet Lysilinga och familjen stilettflugor. Inga underarter finns listade i Catalogue of Life.